# Shirley (Wielki Londyn)
Shirley – dzielnica Londynu, leżąca w gminie London Borough of Croydon. W 2011 dzielnica liczyła 14 296 mieszkańców.